# ليزلي وود
ليزلي وود (بالإنجليزية: Leslie Wood)‏ (20 ديسمبر 1932 في المملكة المتحدة - 24 يناير 2005) هو لاعب كرة قدم بريطاني في مركز حراسة المرمى. لعب مع بورت فايل وبولتون واندررز ونادي ساوثبورت وهدرسفيلد تاون ونادي بارو وRossendale United F.C. ‏.